# Bill Fagerbakke
William Matthew Fagerbakke (Fontana, California; 4 de octubre de 1957) es un actor estadounidense de cine, televisión y de voz. Sus papeles principales incluyen la voz de Patricio Estrella en la serie animada Bob Esponja, el papel de Michael "Dauber" Dybinski en la comedia Entrenador y su personificación de Marvin Eriksen, el padre de Marshall Eriksen en How I Met Your Mother.

## Biografía
Fagerbakke nació en Fontana, California. Cursó sus estudios secundarios en la Minico High School, en Rupert, Idaho, y más tarde asistió a la Universidad de Idaho. Jugó al fútbol americano para los Vandals hasta que una lesión terminó con su carrera deportiva, por lo que decidió dedicarse al teatro. Más tarde, asistió a la Southern Methodist University, en Dallas. 
Ha participado en varias series de televisión, como el entrenador asistente "Dauber" Dybinski en Entrenador; en películas, como Funny Farm; y en varias obras de Broadway. Personificó a Tom Cullen, un hombre con problemas mentales, en la miniserie de 1994 Apocalipsis. En 1999, interpretó al oficial Karl Metzger en la serie original de HBO Oz. Es la voz de Patricio Estrella en la serie Bob Esponja, de Nickelodeon.
En 2007, hizo un cameo en la serie Héroes, como Steve Gustavson, en los episodios "Run" y "Unexpected". Fagerbakke ha sido aclamado por la crítica como tespiano por el Screen Actors Guild y la Escuela de Actuación Juilliard por sus papeles como Shylock en The Merchant of Venice, de William Shakespeare, y como Torvald en A Doll's House, de Ibsen. En 2009, volvió a participar en una película, titulada Jennifer's Body. Desde 2005, personifica a Marvin Eriksen, Sr., el padre de Marshall Eriksen, en la comedia de CBS How I Met Your Mother.

## Filmografía
- The Patrick Star Show (2021-presente)
- Kamp Koral (2021-presente)
- Young Justice (2011) Big Bear
- Sym-Bionic Titan (2010) Meat
- Batman: The Brave and the Bold (2010) Ronnie Raymond, Lead
- Jennifer's Body (2009)
- The Spectacular Spider-Man (2009) Morris Bench
- Halloween II (2009) Deputy Webb
- Space Buddies (2009) Pi
- Transformers Animated (2008) Bulkhead, Master Disaster y Hot Shot
- Finding Amanda (2008) Larry
- Shrieking Violet (2007) Larchmont
- According to Jim (2007) (serie de televisión) Howard
- El Chavo (2007–presente) Ñoño
- Kim Possible (2007) (voz) Myron
- W.I.T.C.H. (2006) Gulch & Karl Deplerson ("V is for Victory")
- How I Met Your Mother (2005–2011) Marvin Eriksen Sr.
- The Legend of Frosty the Snowman (2005) (voz) Frosty the Snowman
- The Endless Summer (SpongeBob SquarePants short) (2005) (voz)
- The Madagascar Penguins a Christmas Caper (2005) (voz) Ted
- Callback (2005)
- Balto III: Wings of Change (2004) (voz) Ralph
- SpongeBob SquarePants B.C. (Before Comedy) (2004) Patar
- The SpongeBob SquarePants Movie (2004) (voz)
- Atlantis: El regreso de Milo (2003) (voz)
- Jimmy Neutron's Nicktoon Blast (2003) (voz)
- Quigley (2003)
- Patrick the Snowman (2002) (voz, Patricio Estrella)
- Final Fantasy Unlimited (2002) (voz)
- Ken Park (2002)
- Jackie Chan Adventures (2001) (voz)
- La dama y el vagabundo II (2001) (voz de Mooch)
- Lloyd in Space (2001) (serie de televisión, Larry, Kurt)
- Batman Beyond (2000) Payback
- The Ultimate Christmas Present (2000) Sparky
- Bob Esponja (1999–presente) (serie de televisión, voz) Patricio Estrella
- The Grim Adventures of Billy and Mandy (serie de televisión) Thud
- Roughnecks: The Starship Troopers Chronicles (serie animada) – Sgt. Gossard (1999)
- Oz (serie de televisión) (1998–1999) Karl Metzger
- Under Wraps (1997) Harold/Ted
- El jorobado de Notre Dame (1996) (voz)
- Jumanji (1996–1999) (serie de televisión) Alan Parrish
- Sabrina the Teenage Witch (1996) (serie de televisión) Dirk
- Dumb and Dumber (1995) (serie de televisión)
- Gargoyles (serie animada, voz) (1994)
- Apocalipsis (1994) (serie de televisión)
- Beethoven (1994) (serie de televisión)
- Aaahh!!! Real Monsters (1994–1996) (voces adicionales)
- Porco Rosso (1992)
- Un tiro por la culata (1990)
- Entrenador (1989–1997) (serie de televisión)
- Funny Farm (1988)
- The Secret of My Succe$s (1987)
- Almost Partners (1987)
- Perfect Strangers (1984)